# Panellenio Protathlema 1929-1930
La Panellenio Protathlema 1929-1930 è stata la seconda edizione del campionato di calcio greco la cui fase finale è stata disputata tra il 18 maggio e il 29 giugno 1930 e conclusa con la vittoria del Panathīnaïkos, al suo primo titolo.

## Formula
Dopo la crisi economica che non fece concludere la stagione precedente, anche in questa edizione le squadre partecipanti disputarono una prima fase a carattere regionale. Le vincenti di ciascuno dei tre raggruppamenti si qualificò alla fase finale.
Le tre finaliste disputarono un girone di andata e ritorno per un totale di 4 partite.

## Squadre partecipanti
| Squadra        | Città     | Stadio | Girone |
| -------------- | --------- | ------ | ------ |
| Arīs Salonicco | Salonicco |        | EPSM   |
| Olympiacos     | Il Pireo  |        | EPSP   |
| Panathīnaïkos  | Atene     |        | EPSA   |

## Classifica girone finale
|                   | Pos. | Squadra        | Pt | G | V | N | P | GF | GS | DR  |
| ----------------- | ---- | -------------- | -- | - | - | - | - | -- | -- | --- |
| Grecia (bandiera) | 1.   | Panathīnaïkos  | 7  | 4 | 3 | 1 | 0 | 16 | 6  | +10 |
|                   | 2.   | Arīs Salonicco | 3  | 4 | 1 | 1 | 2 | 5  | 12 | -7  |
|                   | 3.   | Olympiacos     | 2  | 6 | 1 | 0 | 3 | 9  | 12 | -3  |

Legenda:

      Campione di Grecia
Note:

Due punti a vittoria, uno a pareggio, zero a sconfitta.

### Verdetti
- Panathinaikos campione di Grecia